# Lista planetelor minore: 255001–256000
Aceasta este lista planetelor minore cu numerele 255001–256000.

## 255001–255100
| Denumire            | Denumire provizorie | Data descoperirii | Locul descoperirii | Descoperitor(i)     |
| ------------------- | ------------------- | ----------------- | ------------------ | ------------------- |
| 255001 –            | 2005 TX12           | 2 octombrie 2005  | Mount Lemmon       | Mount Lemmon Survey |
| 255002 –            | 2005 TT13           | 3 octombrie 2005  | Palomar            | NEAT                |
| 255003 –            | 2005 TD17           | 1 octombrie 2005  | Socorro            | LINEAR              |
| 255004 –            | 2005 TT18           | 1 octombrie 2005  | Catalina           | CSS                 |
| 255006 –            | 2005 TV21           | 1 octombrie 2005  | Kitt Peak          | Spacewatch          |
| 255018 –            | 2005 TK48           | 7 octombrie 2005  | Junk Bond          | D. Healy            |
| 255019 Fleurmaxwell | 2005 TN52)          | 10 octombrie 2005 | Côtes de Meuse     | M. Dawson           |
| 255021 –            | 2005 TS54           | 1 octombrie 2005  | Anderson Mesa      | LONEOS              |
| 255068 –            | 2005 UO1            | 21 octombrie 2005 | Pla D'Arguines     | Pla D'Arguines      |
| 255070 –            | 2005 UP3            | 26 octombrie 2005 | Cordell-Lorenz     | Cordell-Lorenz      |
| 255072 –            | 2005 UP8            | 27 octombrie 2005 | Ottmarsheim        | C. Rinner           |
| 255073 Victoriabond | 2005 UR8            | 30 octombrie 2005 | Côtes de Meuse     | M. Dawson           |
| 255088 –            | 2005 UV41           | 24 octombrie 2005 | Goodricke-Pigott   | R. A. Tucker        |

## 255201–255300
| Denumire        | Denumire provizorie | Data descoperirii | Locul descoperirii | Descoperitor(i) |
| --------------- | ------------------- | ----------------- | ------------------ | --------------- |
| 255253 –        | 2005 US519          | 26 octombrie 2005 | Apache Point       | A. C. Becker    |
| 255257 Mechwart | 2005 VR1            | 4 noiembrie 2005  | Piszkéstető        | K. Sárneczky    |
| 255258 –        | 2005 VH4            | 6 noiembrie 2005  | Mayhill            | A. Lowe         |
| 255294 –        | 2005 VS112          | 9 noiembrie 2005  | Campo Imperatore   | CINEOS          |

## 255301–255400
| Denumire              | Denumire provizorie | Data descoperirii | Locul descoperirii | Descoperitor(i) |
| --------------------- | ------------------- | ----------------- | ------------------ | --------------- |
| 255307 –              | 2005 WR             | 20 noiembrie 2005 | Wrightwood         | J. W. Young     |
| 255308 Christianzuber | 2005 WB5            | 20 noiembrie 2005 | Nogales            | J.-C. Merlin    |

## 255501–255600
| Denumire | Denumire provizorie | Data descoperirii | Locul descoperirii   | Descoperitor(i) |
| -------- | ------------------- | ----------------- | -------------------- | --------------- |
| 255506 – | 2006 BR55           | 27 ianuarie 2006  | Mayhill              | R. Hutsebaut    |
| 255540 – | 2006 HY105          | 29 aprilie 2006   | Siding Spring        | SSS             |
| 255550 – | 2006 JB26           | 2 mai 2006        | Reedy Creek          | J. Broughton    |
| 255581 – | 2006 LM5            | 15 iunie 2006     | Lulin Observatory    | Q.-z. Ye        |
| 255587 – | 2006 OU4            | 21 iulie 2006     | Vallemare di Borbona | V. S. Casulli   |
| 255592 – | 2006 OG10           | 24 iulie 2006     | Vicques              | M. Ory          |
| 255593 – | 2006 OW10           | 26 iulie 2006     | Hibiscus             | S. F. Hönig     |

## 255601–255700
| Denumire | Denumire provizorie | Data descoperirii | Locul descoperirii | Descoperitor(i)     |
| -------- | ------------------- | ----------------- | ------------------ | ------------------- |
| 255603 – | 2006 PD8            | 12 august 2006    | Lulin Observatory  | H.-C. Lin, Q.-z. Ye |

## 255701–255800
| Denumire       | Denumire provizorie | Data descoperirii | Locul descoperirii | Descoperitor(i) |
| -------------- | ------------------- | ----------------- | ------------------ | --------------- |
| 255703 Stetson | 2006 QN90           | 25 august 2006    | Mauna Kea          | D. D. Balam     |

## 255801–255900
| Denumire | Denumire provizorie | Data descoperirii  | Locul descoperirii | Descoperitor(i) |
| -------- | ------------------- | ------------------ | ------------------ | --------------- |
| 255812 – | 2006 SE46           | 18 septembrie 2006 | Jarnac             | Jarnac          |

## 255901–256000
| Denumire           | Denumire provizorie | Data descoperirii | Locul descoperirii | Descoperitor(i)     |
| ------------------ | ------------------- | ----------------- | ------------------ | ------------------- |
| 255938 –           | 2006 TB8            | 12 octombrie 2006 | Calvin-Rehoboth    | L. A. Molnar        |
| 255940 –           | 2006 TZ9            | 14 octombrie 2006 | Dax                | Dax                 |
| 255989 Dengyushian | 2006 TU94           | 15 octombrie 2006 | Lulin Observatory  | C.-S. Lin, Q.-z. Ye |